# Новопавловське міське поселення
Новопа́вловське міське поселення (рос. Новопавловское городское поселение) — міське поселення у складі Петровськ-Забайкальського району Забайкальського краю Росії.
Адміністративний центр — селище міського типу Новопавловка.

## Історія
2013 року було утворено село Новопавловське.

## Населення
Населення міського поселення становить 3585 осіб (2019; 3941 у 2010, 4288 у 2002).

## Склад
До складу міського поселення входять:
| Населений пункт                    | Населення, осіб (2002) | Населення, осіб (2010) |
| ---------------------------------- | ---------------------- | ---------------------- |
| Новопавловка, селище міського типу | 4288                   | 3941                   |
| Новопавловське, село               | -                      | -                      |